# 비행기 (영화)
비행기(영어: Planes)는 2013년 공개된 미국의 애니메이션 영화이다. 2006년 애니메이션 영화 《카》 및 2011년의 속편 《카 2》의 스핀오프 영화이며, 《비행기 시리즈》의 1편이다. 《카 시리즈》를 제작한 픽사 애니메이션 스튜디오는 본작에 관여하지 않으며, 디즈니 툰스튜디오가 제작에 참여하였다. 처음에는 비디오 영화가 될 예정 이었으나, 월트 디즈니 픽처스 배급으로 극장 공개되게 되었다. 2013년 8월 9일에 디즈니 디지털 3D 및 RealD 3D 형식으로 공개되었다.

## 줄거리
<카>의 친구들이 생~생~하게 날아온다! 용감한 비행기 ‘더스티’와 함께 세계여행을 떠나요!
시골의 농약살포기 ‘더스티’는 세계 최고의 레이싱 챔피언을 꿈꾸는 비행기.
높은 곳을 무서워하는 고소공포증에도 불구하고 꿈을 위해 용기를 낸 ‘더스티’는 친구들의 도움을 받아 세계 레이싱 대회에 도전한다.
전 세계 최고의 레이서 비행기들이 출전하는 세계일주 비행대회에서
과연, 시골에서 온 고소공포증 비행기 ‘더스티’는 레이싱 챔피언의 꿈을 이룰 수 있을까?

## 배역

### 영어 개스팅
- 더스티 - 데인 쿡
- 스키퍼 - 스테이시 키치
- 도티 - 테리 해처
- 척 - 브래드 개릿
- 엘 추파카브라 - 카를로스 알라자퀴
- 로쉘 - 줄리아 루이스 드레이퍼스
- 립슬링어 - 로저 크레이그 스미스
- 이샤니 - 프리양카 초프라
- 불독 - 존 클리즈
- 네드와 제드 - 가브리엘 이글레시아스
- 브라보 - 발 킬머
- 에코 - 앤서니 에드워즈
- 로퍼 - 신밧드
- 콜린 카울링 - 콜린 코우허드
- 프란츠 - 울리버 칼코비
- 브렌트 마스탕버거 - 브렌트 마스버거
- 스파키 - 대니 맨

### 성우
- 더스티 - 김승준
- 척 - 유해무
- 도티 - 정미숙
- 로셸 - 윤보라
- 이샤니 - 배정미